# آویادویگاتل پی‌اس-۹۰
آویادویگاتل پی‌اس-۹۰ یک موتور توربوفن تجاری روسی با نسبت کنار گذر بالا است که دارای قدرت ۱۶۰۰۰ کیلوگرم-نیرو (۱۵۷ کیلو نیوتن، ۳۵۳۰۰ پوند-نیرو وزنی) است. این پیشرانه به هواپیماهای روسی مانند ایلیوشین ایل-۹۶، سری توپولف تو-۲۰۴ و هواپیماهای ترابری مانند ایلیوشین ایل-۷۶ نیرو می‌دهد. این پیشرانه توسط شرکت موتور هواگرد روسی آویادویگاتل ساخته شده‌است.